# Olivar (kommun i Chile)
Olivar är en kommun i Chile.   Den ligger i provinsen Provincia de Cachapoal och regionen Región de O'Higgins, i den södra delen av landet, 90 km söder om huvudstaden Santiago de Chile. Antalet invånare är 13 033. Arean är 45 kvadratkilometer.
Terrängen i Olivar är huvudsakligen platt, men åt nordväst är den kuperad.
Trakten runt Olivar består till största delen av jordbruksmark. Runt Olivar är det ganska glesbefolkat, med 23 invånare per kvadratkilometer.